# ویکتور پریژنیکوف
ویکتور پریژنیکوف (روسی: Виктор Романович Пряжников؛ ۲۳ دسامبر ۱۹۳۳ – ۱۷ آوریل ۲۰۰۸) بازیکن هاکی روی یخ اهل روسیه بود.